# Krušnohorské plató
Krušnohorské plató je evropsky významná lokalita soustavy Natura 2000 v západních Krušných horách. Lokalita zaujímá rozlohu 11 779,6 hektaru. Území EVL je rozdělené na dvě části, přičemž severní hranice západní části je ohraničena státní hranicí od Bublavských luk po Jelení hřbet nad Novými Hamry, jižní část hranice vede od Bublavských luk k obci Přebuz a dále údolím Rolavy. I v mezinárodním kontextu je toto území velice bohaté na výskyt vrchovištních společenstev všech typů. Jedná se převážně o lesní a luční komplex rašelinišť.

## Historie
V Krušných horách se mimo nerostného bohatství těžila i rašelina. Nejvíce se k její těžbě využívalo perninské rašeliniště,[zdroj⁠?!] z něhož byly vytěženy tři čtvrtiny celkové plochy. V důsledku této velkoplošné těžby se narušil původní ekosystém, a i z důvodu umělého zalesňování krajiny nelze o obnově uvažovat. Vytěžená rašelina se využívala především pro lázeňské účely a v zahradnictví pro zvýšení úrodnosti půdy a také jako palivo.

## Přírodní poměry

### Geomorfologie a geologie
Pohoří je součástí Českého masívu. Dnešní podobu Krušných hor ovlivnily primárně variské vrásnění a tektonická činnost.
Reliéf Krušných hor je tvořen dlouhou a šikmou krou vyznačující se na celé své jihovýchodní délce prudkým zlomovým svahem s výškovými rozdíly až 600 m. Nejvyšší část pohoří se nachází v jihozápadní třetině, kam patří Blatenský vrch (1 043 metrů), Klínovec (1 244 metrů).
Geologicky je převážná část území tvořena z rul a svorů krušnohorského krystalinika, které na určitých místech vystupují na povrch jako obsažená skaliska nebo menší skalní města (např. Meluzína). Horniny jsou bohaté na kovonosné rudy, zejména na cín, stříbro, měď, v příkopové propadlině na úpatí pohoří jsou ložiska hnědého uhlí.

### Pedologie a hydrologie
Půdy jsou hnědé podzolové nebo zrašelinělé. Významná ložiska vrchovištní rašeliny vznikla na plochém terénu, kde dříve probíhalo lokální borkování – způsob ruční těžby rašeliny (Boží Dar, Přebuz). Nejvýznamnější vodní toky: Blatenský vodní příkop, Černá, Černá voda a Rolava.

### Flóra
Oblast pokrývají rozsáhlé lesy, které jsou převážně jehličnaté a silně podmáčené s nepropustnými vrchovišti a dominantní borovicí bažinnou (Pinus uncinata). Nejvýznamnější lokalita s rašeliništi je v oblasti Pramenů Rolavy a kolem Božídarského špičáku, menší ložiska pokrývají celé území.

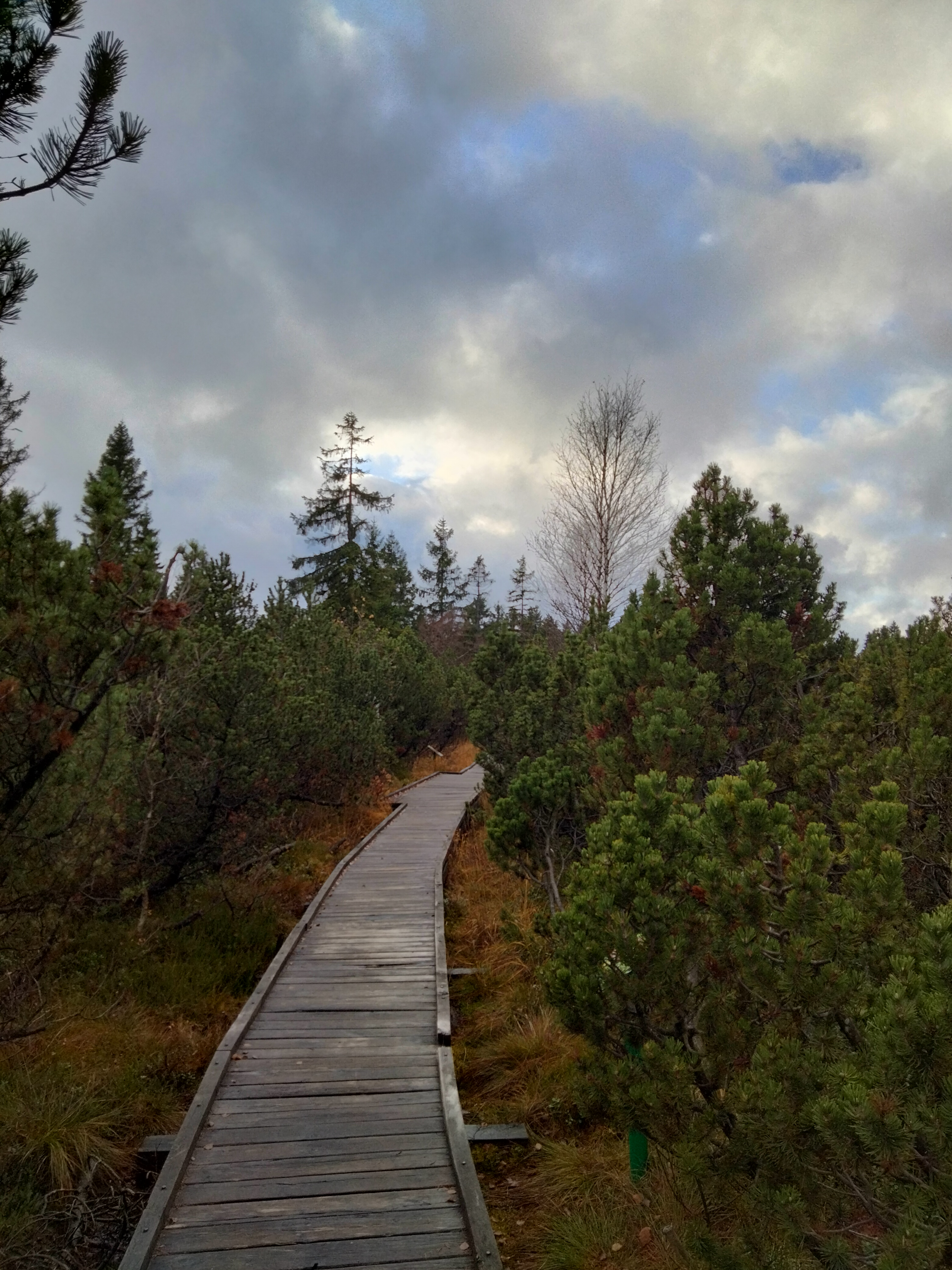
Borovice bažinná

Nachází se zde horské trojštětové louky, které jsou chudé na společenstva, s dominancí psinečku obecného (Agrostis capillaris) a lipnice širolisté (Poa chaxii), rdesnem hadím kořenem (Bistirta major), ostřicí obecnou (Carex nigra) a koprník štetinolistý (Meum athamanticum).
Podhorské a horské smilkové trávníky leží v narušených místech meandrů říčky Rolavy nebo ve starých rozpadlých budovách. Objevíme zde staré solitéry smrku ztepilého (Picea abies), smilka tuhá (Nardus stricta), svízel hercynský (Galium saxatile), jestřábník chlupáček (Hieracium polosella, H. lachenalii), prha arnika (Arnica montana) a metlička křivolaká (Avenella flexuosa).

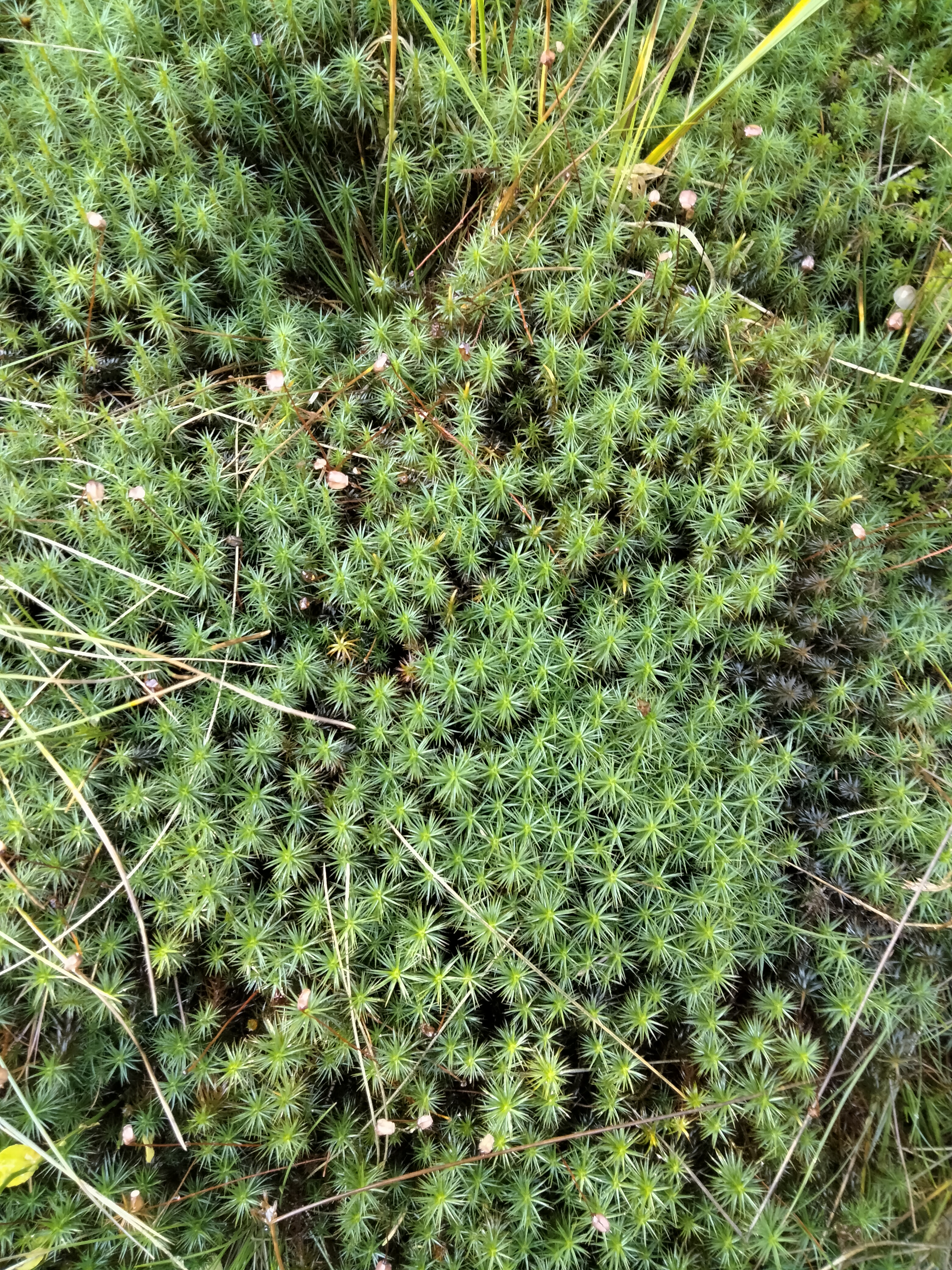
Ploník obecný

Podmáčené smrčiny nalezneme v nejvyšších polohách a na skeletových stanovištích, které přecházejí do biotopu horské třtinové smrčiny. Najdeme je na Kraslickém Špičáku a na plochých vrcholech v okolí Přebuzi. Ve stromovém patře převládá smrk ztepilý (Picea abies), v bylinném patře ostřice obecná (Carex nigra), suchopýr pochvatý (Eriphorum vaginatum), přeslička lesní (Equisetum sylvaticum), viola bahenní (Viola palustris), sedmikvítek evropský (Trientalis europaea) a v mechovém se nachází rašeliník (Sphagnum spp.) a ploník obecný (Polytrichum commune).
Dále zde nalezneme sekundární podhorská a horská vřesoviště. Vřesoviště jsou v antropogenních půdách bývalých dolovišť, sejpů nebo hraničních průseků. Nejvýznamnější komplex je v areálu zaniklého cínového dolu mezi Rolavou a Jelením. Dominuje zde třtina chloupkatá (Calamagrostis villosa).
Na rašeliništi převažují nepříznivé podmínky pro existenci živých organismů, stálé zamokření, nedostatek živin a teplotní kolísání. Na specifické prostředí se dokázaly přizpůsobit ojedinělé druhy: rašeliník (Sphagnum), borovice bažinná (Pinus uncinata), suchopýr pochvatý (Eriophorum vaginatum), klikva bahenní (Vaccinium oxycoccos), rosnatka okrouhlolistá (Drosera rotundifolia), šicha černá (Empetrum nigrum) a vřes obecný (Calluna vulgaris). Rašeliník má neobvyklou schopnost absorbovat a zadržet dvacetinásobek hmotnosti sušiny.

### Fauna
Zastoupení fauny je zde velice rozmanité, nachází se zde druhy, které jsou předmětem ochrany:
- Netopýr velký (Myotis myotis) – patří k největším druhům netopýrům ČR. Letní rozmnožovací kolonie se pohybují v krovech a pod střechami kostelů a zámků. Jejich početnost se pohybuje kolem několika stovek jedinců. Převážně samci preferují jiné typy obydlí, hlavně stromové dutiny štěrbiny ve zdech. Zimní úkryty jsou v podzemních prostorách - sklepení, štoly a jeskyně.
- Střevlík Menetriesův (Carabus menetriese) – jeho stanoviště jsou nezastíněná rašeliniště s dominancí rašeliníků. Faktory ohrožující tento druh jsou především změny chemismu stanoviště, změny vodního režimu, sukcesí změny vegetace a snížení insolace.[7]
- Bekasina otavní (Gallinago gallinago) – zvláště chráněný druh v kategorii ohroženy (O). Tento druh je zařazen jako modelový, protože je citlivý na narušení biotopů. Pozorování bekasin jsou soustředěna do lučních oblastí Božího daru, Ryžovny, Rolavy, Chaloupek u Přebuze apod.
- Datlík tříprstý (Picoides tridactylus) – zvláště chráněný druh v kategorii silně ohrožený (SO). Typická oblast šplhavce jsou horské smrkové lesy, kde často indikuje cennější a přirozenější oblasti, které mají nezřídka pralesovitý charakter se suchými či jinak poškozenými stromy.
- Zmije obecná (Vipera berus) – zvláště chráněný druh v kategorii kriticky ohrožený (KO). Jediný jedovatý had v ČR vyhledává především otevřené a polootevřené biotopy středních a vyšších poloh jako jsou vlhké louky, prameniště, lesní lemy, paseky, nivy potoků apod. Tento plaz patří mezi typické zástupce této oblasti: Boží Dar-Rýžovna, Háje, Zlatý kopec, Bludná, Rolava, Rolavský rybník, Jelení, Chaloupky u Přebuze, Přebuz, Jeřábí slatina.[6]

Zdejší fauna je významně zastoupena zejména rašelinomilnými druhy motýlů: žluťásek borůvkový (Colias palaeno), perleťovec severní (Boloria aquilonaris) a modrásek stříbroskvrnný (Plebejus optilete). Jejich housenky vyžadují osluněnou vegetaci, která zde na oblasti splňuje odlesněná rašeliniště. Setkáme se zde také s čolkem horským (Ichthyosaura alpestris) a skokanem hnědým (Rana temporaria), pro které jsou ideální podmínky pro rozmnožování po obvodu vrchoviště. Otevřené plochy skýtají vhodné podmínky pro hnízdění skřivana lesního (Lullula arborea), lindušky luční (Anthus pratensis) a bramborníčka hnědého (Saxicola rubetra).[chybí lepší zdroj]

### Klima
Oblast se nachází v chladné lokalitě, kde v lednu dosahuje průměrná teplota vzduchu od −4 do −5 °C a průměrná teplota vzduchu v červenci od 14 do 15 °C. Počet letních dnů je deset až třicet, počet mrazových dnů 140 až 160. Srážkový úhrn ve vegetačním období dosahuje 600 až 700 milimetrů a počet dní se sněhovou pokrývkou je 120 až 140.

## Ochrana
| Stanoviště a druhy                                                                           | rozšíření       |
| -------------------------------------------------------------------------------------------- | --------------- |
| Přírodní stanoviště                                                                          | rozloha/četnost |
| 4030 Evropská suchá vřesoviště                                                               | 204,4072 ha     |
| 6230 Druhově bohaté smilkové louky na silikátových podložích v horských oblastech            | 282,5625 ha     |
| 6520 Horské sečené louky                                                                     | 851,7536 ha     |
| 7110 Vrchoviště                                                                              | 99,3602 ha      |
| 7140 Přechodová rašeliniště a třasoviště                                                     | 593,9073 ha     |
| 7220 Petrifikující prameny s tvorbou pěnovců (Cratoneurion)                                  | 0,0060 ha       |
| 8220 Chasmofytická vegetace silikátových skalnatých svahů                                    | 13,3798 ha      |
| 9140 Středoevropské subalpínské bučiny s javorem (Acer) a šťovíkem horským (Rumex arifolius) | 3,3259 ha       |
| 91D0 Rašelinný les                                                                           | 894,7256 ha     |
| 9410 Acidofilní smrčiny (Vaccinio-Piceetea)                                                  | 5826,3169 ha    |
|                                                                                              |                 |
| Živočichové                                                                                  |                 |
| střevlík Ménetriesův (Carabus menetriesi pacholei)                                           | v. lokálně      |
| netopýr velký (Myotis myotis)                                                                | lokálně         |

## Galerie

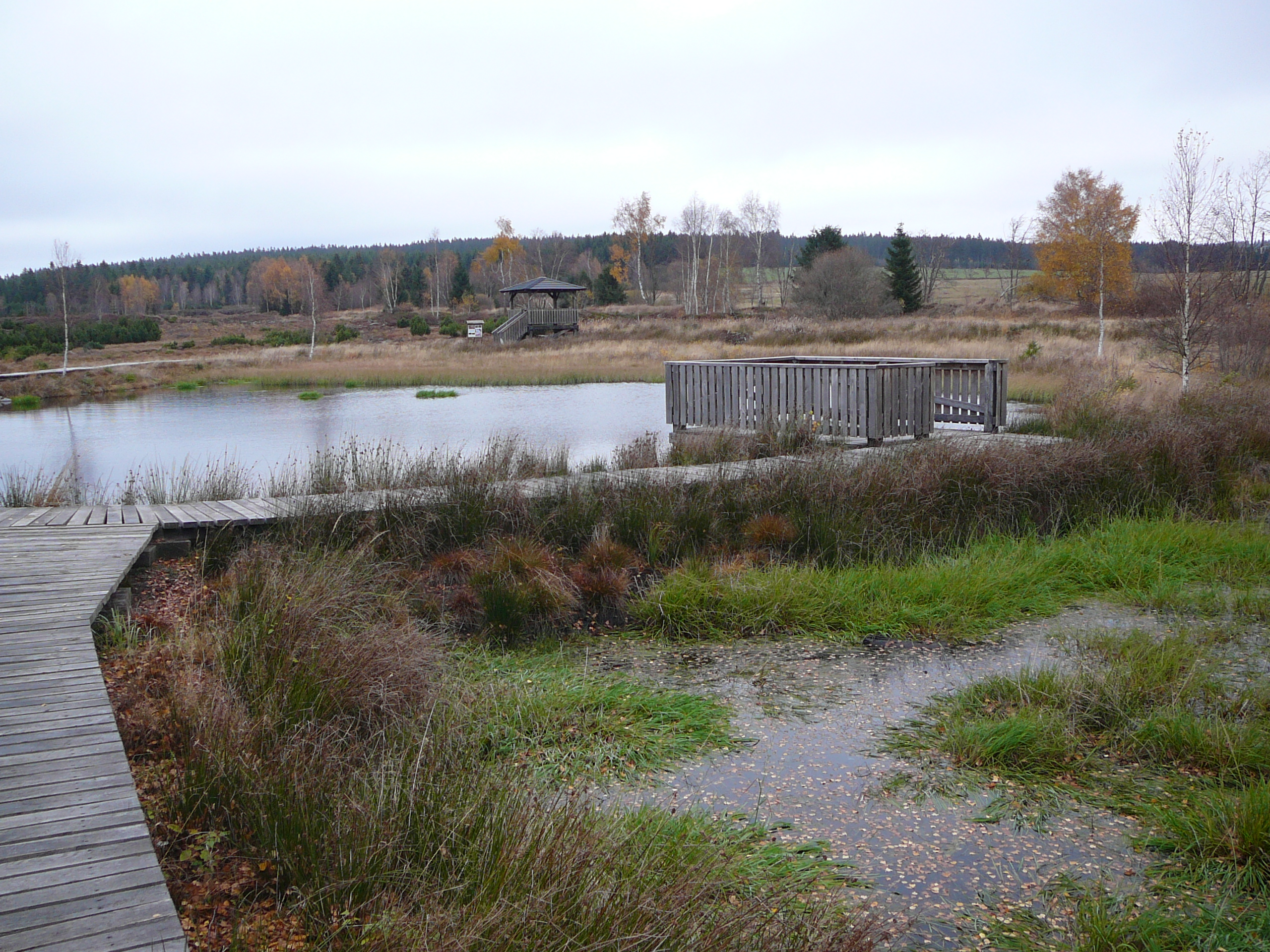
Perninské rašeliniště - stezka
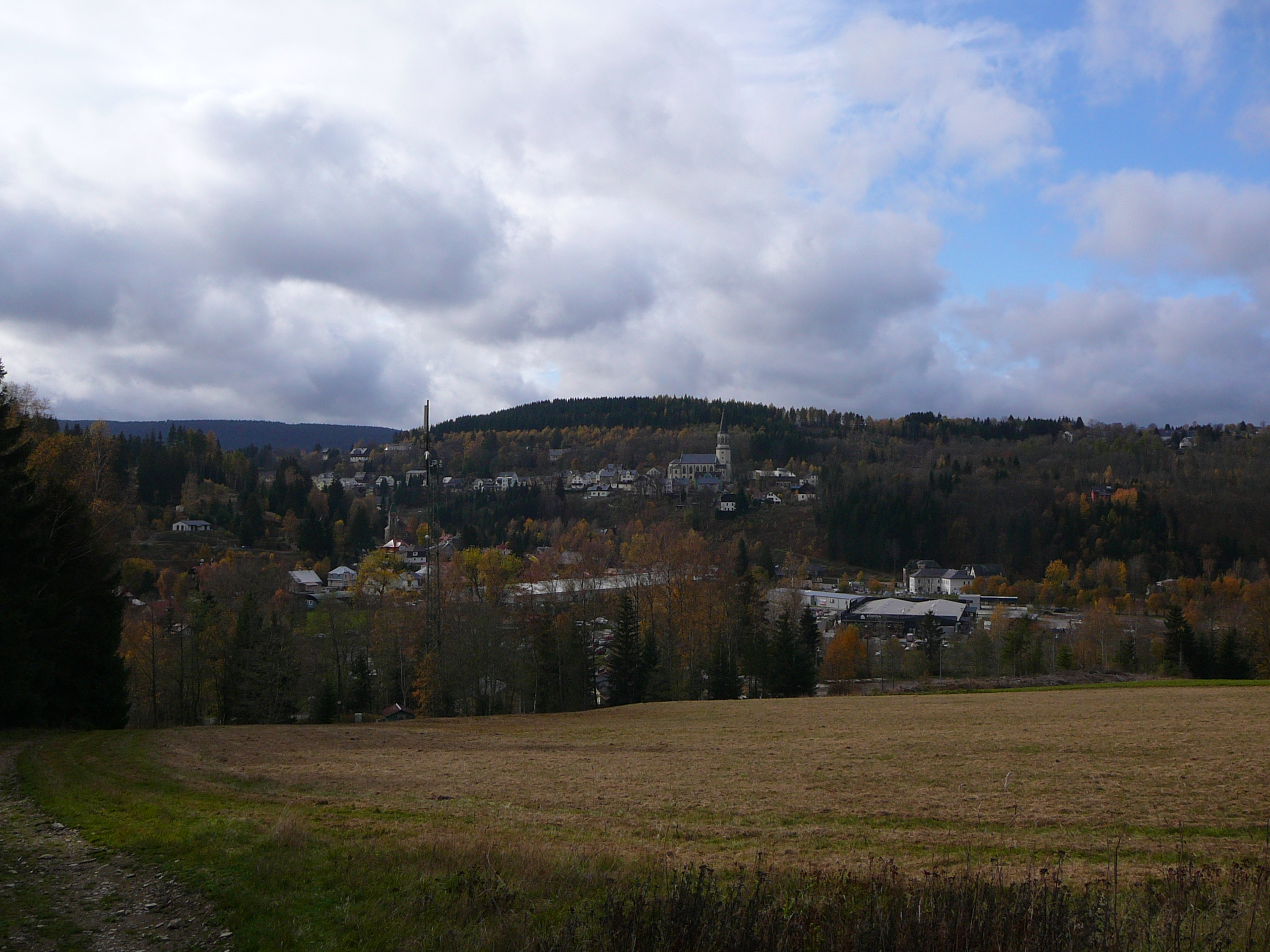
Potůčky
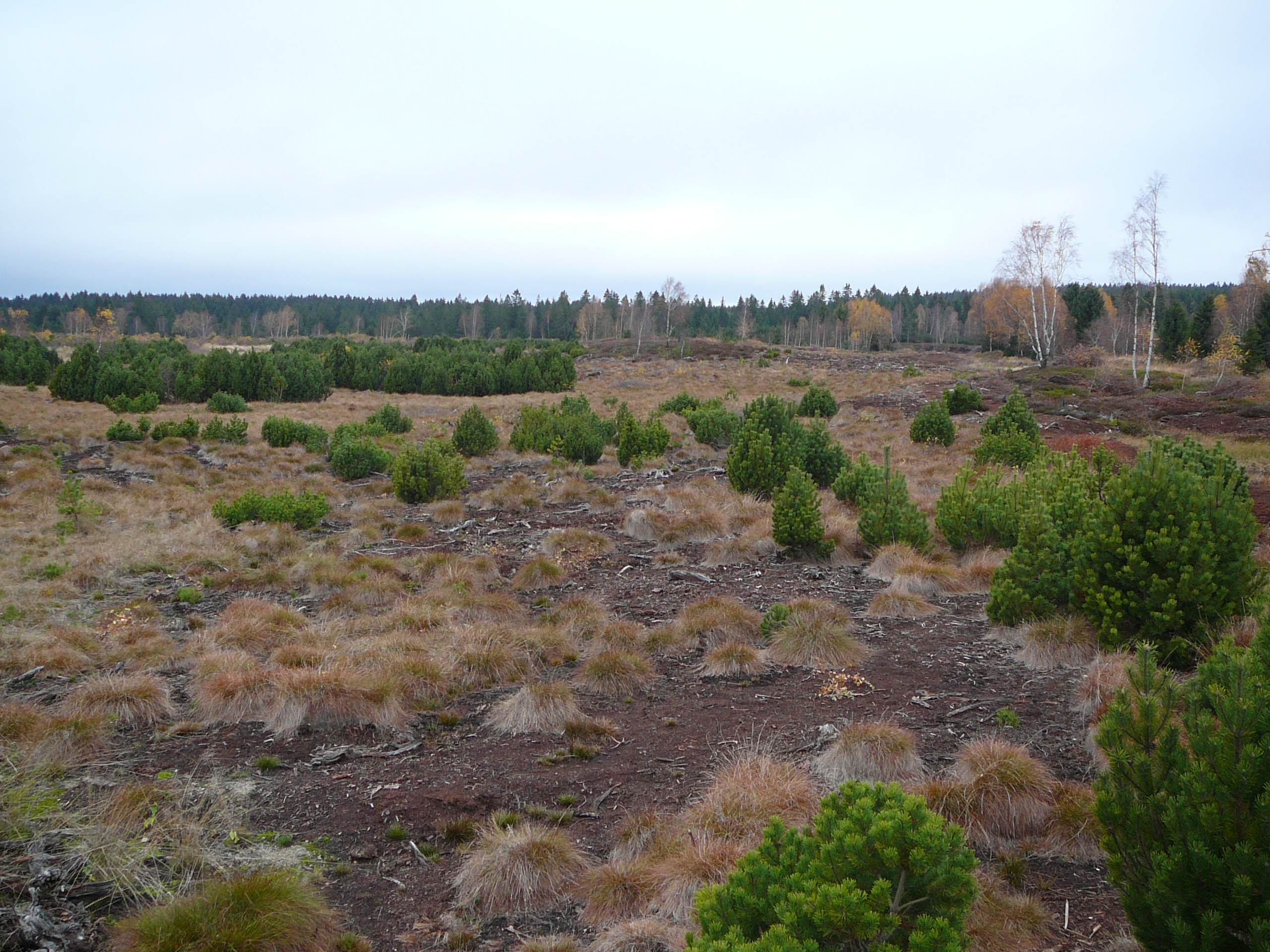
louky pod Plešivcem
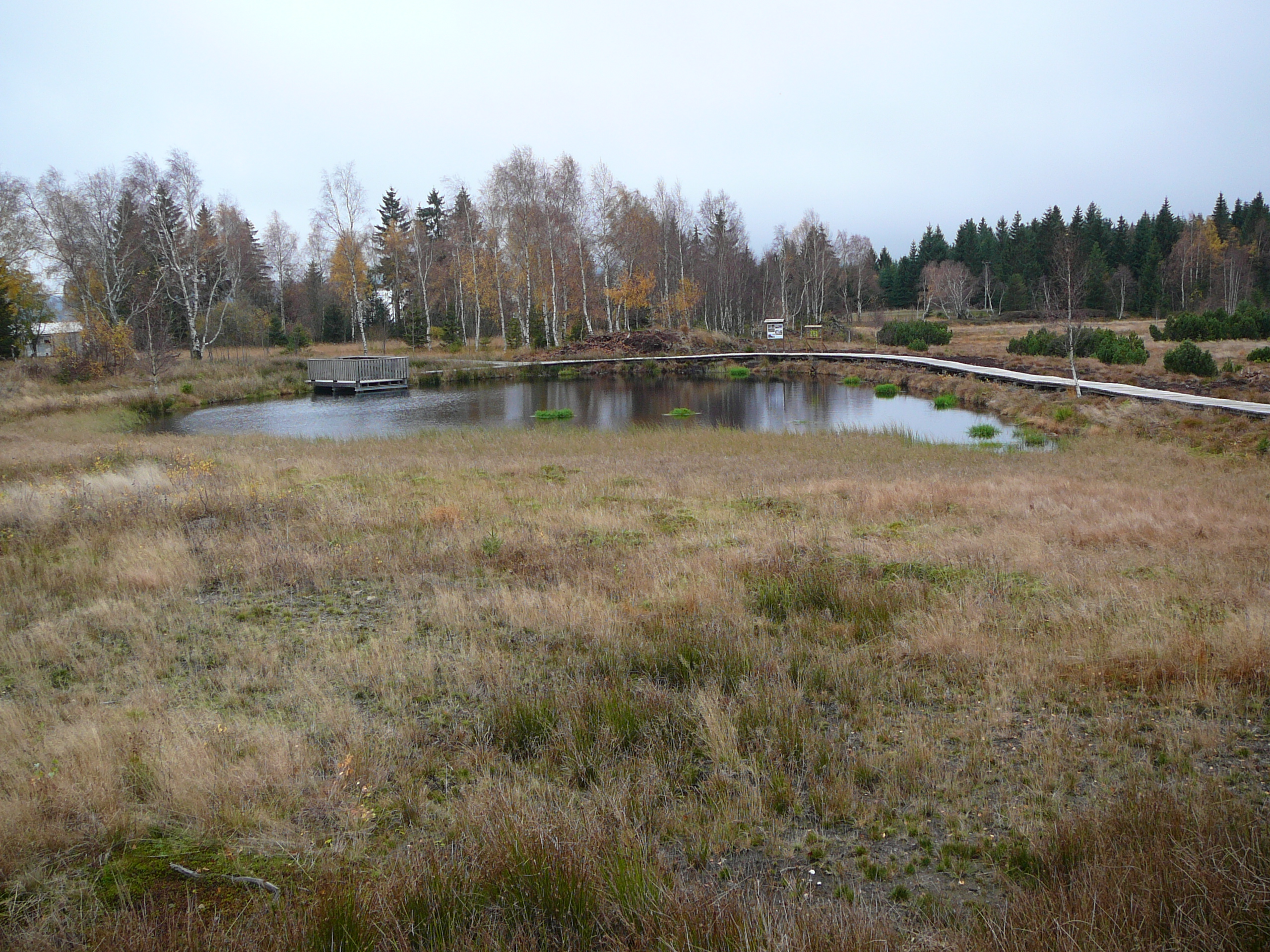
Perninské rašeliniště